# Liste der Monuments historiques in Cellefrouin
Die Liste der Monuments historiques in Cellefrouin führt die Monuments historiques in der französischen Gemeinde Cellefrouin auf.

## Liste der Bauwerke
| Bezeichnung       | Beschreibung | Standort | Kennzeichnung | Schutzstatus | Datum | Bild |
| ----------------- | ------------ | -------- | ------------- | ------------ | ----- | ---- |
| Kirche St-Nicolas |              | (Lage)   | PA00104267    | Classé       | 1907  |      |
| Totenlaterne      |              | (Lage)   | PA00104268    | Classé       | 1886  |      |

## Liste der Objekte
- Monuments historiques (Objekte) in Cellefrouin in der Base Palissy des französischen Kultusministeriums